# Wasserschlauch (Heraldik)

In Gold zwei blaue Wasserschläuche mit waagerechtem Joch

Der Wasserschlauch (engl.: Water bouget(s), waterbudges) ist in der Heraldik eine gemeine Figur und wird nur paarig im Wappen verwendet. Besonders in der englischen Heraldik ist die Wappenfigur verbreitet. In der französischen Heraldik ist der Wasserschlauch gelegentlich anzutreffen. Die Tingierung lässt alle Farben unter Beachtung heraldischer Regel zu.
Dargestellt werden stilisiert wasserdichte Ledersäcke mit einem hölzernen Joch. Auf Reisen und Kriegszügen wurden sie für den Transport von Flüssigkeiten, insbesondere von Wasser, verwendet. Leer waren sie leicht zusammenfaltbar und konnten einfacher transportiert werden, was ein Vorteil gegenüber Blech- oder Tongefäßen war. Der lange schmale Hals der Wasserschläuche verhinderte ein ungewolltes Verschütten der Flüssigkeiten und eignete sich zur Befestigung an den Packtaschen von Pferden oder anderen Tragtieren. Bei dem Heranholen von beispielsweise Wasser wurde das Joch über die Schulter eines Mannes gelegt und beidseitig hingen dann diese Wasserschläuche (Gewichtsausgleich).
In der Praxis waren die Schläuche noch lange üblich.